# Літературний музей Степана Руданського
Літерату́рний музе́й Степа́на Руда́нського — літературний музей у селі Хомутинцях Калинівського району Вінницької області, присвячений життю і творчості класика української літератури Степана Васильовича Руданського (1833—1873); культурний осередок району і області. Розташований на місці, де народився видатний поет.
Заклад є комунальним закладом культури.
Міститься у окремому приміщенні й розташований за адресою:
вул. Руданського, буд. 3, м. Хомутинці (Калинівський район, Вінницька область) - 22 424.
Директор музею — Іван Йосипович Мудрик (станом на липень 2020 року).
У 2000-х роках музей щорічно відвідувало близько 1 000 осіб.

## З історії закладу
Музей-кімнату Степана Руданського в Хомутинцях було створено в 1959 році.
У 1965 році розпочалося будівництво власне музейного приміщення і за 2 роки (1967) року його було відкрито на місці хати батьків поета, де і народився великий сміхотворець.
Починаючи від 1981 року в рамках відзначення на батьківщині поета його річниць народження (6 січня) проводились (з перервами) Дні сатири і гумору імені Степана Руданського. За незалежності України (1991) урочисте святкування днів народження С. В. Руданського на його батьківщині було переформатовано на Всеукраїнське свято сатири і гумору імені Степана Руданського, і 18-19 січня 2020 року пройшло таке 12-те за ліком свято. Центральною подією свята вже традиційно є відзначення переможців і лауреатів Всеукраїнської літературно-мистецької премії імені Степана Руданського.
У 2016 році після осучаснення експозиції Літературний музей Степана Руданського було перереєстровано як комунальний заклад.

## Експозиція і діяльність
Літературний музей Степана Руданського складається з 2-х невеликих кімнат, що розповідають про життя і творчість поета. Поряд із музеєм — могили батьків Василя Івановича та Федори Порфирівни.
В експозиції музею, зокрема, представлено оригінальні предмети, фото, документи, які знайомлять з дитячими та юнацькими роками, петербурзьким періодом життя гумориста: наприклад, портрет С. В. Руданського, виконаний його приятелем, одеським художником В. В. Ковальовим.
Також представлено комплекс експонатів, що розповідають про ялтинський період життя поета: «На другій батьківщині Степана Руданського».
Частина експозиції також присвячена вшануванню пам'яті видатного земляка, зокрема крім видань творів поета тут фотосвідчення про Дні сатири і гумору імені Степана Руданського, Всеукраїнське свято сатири і гумору імені Степана Руданського.
У Літературному музеї Степана Руданського, крім традиційних відзначень днів народження видатного гумориста-класика відбуваються виставки, тематичні уроки, літературні читання, конкурси на найкраще виконання творів поета-байкаря тощо.

## Джерело-посилання
- Літературний музей Степана Руданського [Архівовано 17 липня 2020 у Wayback Machine.] на Світоглядний портал «Рідна країна» [Архівовано 30 травня 2019 у Wayback Machine.]